# تاورويناي
تاورويناي (بالإنجليزية: Taoroinai)‏، هو تنين يشبه الثعبان في أساطير ودين ميتي. عاش في أرض القمر. وفقًا لشكوك لاملين، تم بناء كانجلا فوق سرة تاورويناي.